# Leon Lai Metro Live
 Leon Lai Metro Live是香港歌手黎明的個人巡迴演唱會，以「都會」為主題，演唱會於2017至2018年間在澳門、美國及馬來西亞舉行，共演出4場。

## 背景及製作
《Leon Lai Metro Live》是一個以都會式影像歌劇為主題的演唱會，歌曲及舞蹈均經過重新編排，第一站在金光綜藝館舉行，舞台設置了LED大銀幕，演唱會前半部以演唱慢歌為主，設有握手環節及抽獎活動，門票於2018年9月29日起公開發售，售價由港幣480元至2,180元不等；第一站在美國拉斯維加斯的威尼斯人酒店舉行，門票售價以美元計算分別為68元、108元、168元、238元；第一站在馬來西亞的雲頂雲星劇場舉行，由香港歌手陳詠桐（JC）擔任表演嘉賓，門票於2019年3月15日起公開發售，售價以馬來西亞令吉計算由388元至888元不等。

### 巡演時間表
《Leon Lai Metro Live》的演唱時間表如下：
| 日期            | 國家／地區 | 演唱場地               | 場數 |
| --------------- | ---------- | ---------------------- | ---- |
| 2018年10月27日  | 澳門       | 金光綜藝館             | 1場  |
| 2019年2月8至9日 | 美国       | 拉斯維加斯威尼斯人酒店 | 2場  |
| 2019年5月4日    | 马来西亚   | 雲頂雲星劇場           | 1場  |

### 演唱曲目
以下是澳門站的演唱曲目：
1. 一言為定
2. 貪新愛舊
3. Can't Take My Eyes Off U
4. 感應
5. 眼神騙不過
6. 長情
7. 別舔傷口
8. 不可一世
9. 十字天使
10. 愛是傻得起
11. 告訴我你會在夢境中等我
12. 沒名字的歌，無名字的你
13. 半生緣
14. 相逢在雨中
15. 100樣可能
16. 喜
17. 或許…未必…不過
18. 及時擁抱
19. 愛情影畫戲
20. 我的親愛

## 迴響
《Leon Lai Metro Live》馬來西亞站演唱會是黎明自2001年後，相隔18年再次到馬來西亞演唱，傳媒報導指黎明的服裝造型具有天王氣勢，有觀眾舉起燈牌及大喊黎明的英文名字，部份坐前排的的觀眾表現激動地擠到台前，黎明在演唱會結束時向台下揮手及鞠躬返回後台，觀眾對於沒有安可環節感到意外，即使大會告知演唱會已結束，仍然留守現場，部份觀眾大喊安可，直到大會第三次向觀眾宣佈演唱會結束才肯離開，有觀眾對於此場演唱會沒有安可環節感到遺憾。

## 外部連結
- Leon Metro Live 2018 演唱會澳門站—花絮片段 （页面存档备份，存于） AMusic Official Channel. 2018-10-29